# Campionato armeno di calcio a 5 2003-2004
Il Campionato armeno di calcio a 5 2003-2004 è stato il sesto campionato di calcio a 5 dell'Armenia, patrocinato dalla Federazione calcistica dell'Armenia. La stagione regolare è stata vinto, per la prima vittoria, dal Politekhnik Erevan.

## Classifica
| Pos. | Squadra             | Pt | PG | PV | PN | PP | GF  | GS  |
| ---- | ------------------- | -- | -- | -- | -- | -- | --- | --- |
| 1    | Politekhnik Erevan  | 48 | 18 | 16 | 0  | 2  | 272 | 82  |
| 2    | Tal-Grig            | 48 | 18 | 16 | 0  | 2  | 192 | 58  |
| 3    | P'yownik            | 46 | 18 | 15 | 1  | 2  | 244 | 92  |
| 4    | Tsalkut Vanadzor    | 37 | 18 | 12 | 1  | 5  | 191 | 61  |
| 5    | Gyumri              | 24 | 18 | 8  | 0  | 10 | 140 | 135 |
| 6    | Spitak Tnak Yerevan | 24 | 18 | 8  | 0  | 10 | 122 | 130 |
| 7    | Araks Erevan        | 21 | 18 | 7  | 0  | 11 | 140 | 171 |
| 8    | GPH Gavar           | 15 | 18 | 5  | 0  | 13 | 117 | 201 |
| 9    | Malatia Yerevan     | 6  | 18 | 2  | 0  | 16 | 76  | 241 |
| 10   | Most Group Yerevan  | 0  | 18 | 0  | 0  | 18 | 62  | 385 |